# Leicester
Leicester (pronúncia em inglês: [ˈɫɛstə]) é uma cidade da Inglaterra, Reino Unido, a maior da região de East Midlands, localizada no Condado de Leicestershire. É a maior cidade das Midlands Orientais, com uma população de 373.399 em 2022. A área urbana da Grande Leicester tinha uma população de 559.017 habitantes em 2021, tornando-se a 11ª mais populosa da Inglaterra e a 13ª mais populosa do Reino Unido. Um relatório de 2023 classificou Leicester em 16º lugar entre as 50 maiores cidades do Reino Unido em uma série de critérios econômicos, e a primeira de sete cidades da região de East Midlands.

## Etimologia
O nome Leicester vem do inglês antigo. Foi registrado pela primeira vez em forma latinizada no início do século IX como Legorensis civitatis e, no próprio inglês antigo, em uma entrada da Crônica Anglo-Saxônica de 924 como Ligera ceastre (e, em várias grafias, frequentemente depois disso). No Domesday Book de 1086, é registrado como Ledecestre.
O primeiro elemento do nome é o nome de um povo, o Ligore (cujo nome aparece em Ligera ceastre no plural genitivo); seu nome veio, por sua vez, do rio Ligor (hoje Rio Soar), cuja origem é incerta, mas acredita-se que seja do Britônico(possivelmente cognato do nome do Loire).
O segundo elemento do nome é a palavra do inglês antigo ceaster ("forte (romano), fortificação, cidade", ela própria emprestada do latim castrum).
Uma lista de cidades britânicas na História dos Bretões do século IX inclui uma Cair Lerion; Leicester foi proposta como o local ao qual esta se refere (e o nome galês para Leicester é Caerlŷr). Mas essa identificação não é certa.

## História

### Pré-história
Leicester é uma das cidades mais antigas da Inglaterra, com uma história que remonta a pelo menos dois milênios. O assentamento nativo da Idade do Ferro encontrado pelos romanos no local parece ter se desenvolvido nos séculos II ou I a.C., cerca de um século antes da chegada dos romanos. Pouco se sabe sobre este assentamento ou sobre as condições do rio Soar naquela época, embora casas redondas dessa época tenham sido escavadas e pareçam ter se agrupado ao longo de aproximadamente 8 hectares (20 acres) da margem leste do Soar. Esta área do Soar era dividida em dois canais: um riacho principal a leste e um canal mais estreito a oeste, com uma ilha presumivelmente pantanosa entre eles. O assentamento parece ter controlado um vau através do canal maior. O nome romano posterior era uma forma latina da palavra britônica para "muralhas" (cf. gaélico rath e as vilas próximas de Ratby e Ratcliffe), sugerindo que o local era um ópido. O plural do nome sugere que era inicialmente composto por várias aldeias. A tribo celta que controlava a área foi posteriormente registrada como "Coritanians", mas uma inscrição recuperada em 1983 mostrou que isso era uma corruptela dos "Corieltauvianos" originais.

### Romanos
Acredita-se que os romanos chegaram à área de Leicester por volta de 47 d.C., durante a conquista do sul da Grã-Bretanha. O assentamento corieltauviano ficava perto de uma ponte na Fosse Way, uma estrada romana entre os acampamentos legionários em Isca (Exeter) e Lindum (Lincoln). Ainda não está claro se os romanos fortificaram e guarneceram o local, mas ele se desenvolveu lentamente a partir do ano 50 em diante como a capital tribal dos corieltauvianos sob o nome de Ratae Corieltauvorum. No século II, recebeu um fórum e uma casa de banhos. Em 2013, foi anunciada a descoberta de um cemitério romano encontrado fora das antigas muralhas da cidade e datando de 300 d.C.

### Medieval
A história medieval de Leicester é caracterizada pela transformação da cidade de uma cidade romana em um centro influenciado pelos povos saxões, vikings e normandos, com ênfase particular no desenvolvimento do castelo e da abadia da cidade, além da Câmara Municipal. Eventos importantes como o Parlamento de Leicester e a Batalha de Bosworth, que culminou na Guerra das Rosas, foram realizados na cidade.

### Moderna

#### Stuart
Após a União das Coroas, Ana da Dinamarca, o Príncipe Henrique e a Princesa Isabel viajaram para Leicester em 24 de junho de 1603, após o cortesão e porteiro Thomas Conway ter recebido garantias de que a cidade estava livre de infecção ou peste. O Príncipe Carlos, mais tarde Rei Carlos I, viajou para Londres com seu guardião Alexander Seton. A comitiva real permaneceu em Leicester por três dias em agosto de 1604, na casa de William Skipwith.
A Corporação de Leicester se opôs aos esforços de Carlos I para desflorestar a vizinha Floresta de Leicester, acreditando que eles provavelmente levariam muitos de seus moradores à pobreza e à necessidade de assistência. Sir Miles Fleetwood foi enviado para comissionar o desflorestamento e a divisão das terras de uso comum. Revoltas destruíram cercados na primavera de 1627 e 1628, seguindo um padrão de distúrbios anticercados encontrado em outros lugares, incluindo a Revolta do Oeste.
Petições contestando os cercamentos foram apresentadas pela Corporação de Leicester e pelos moradores do distrito ao Conselho do Rei e Privado. Sem sucesso, a petição foi encaminhada à Câmara dos Lordes em junho de 1628, que, no entanto, apoiou Fleetwood, mas solicitou a retirada dos processos movidos pela Coroa contra os desordeiros. A indenização concedida aos moradores legais da floresta foi razoavelmente generosa em comparação com outras florestas. A Corporação de Leicester recebeu 40 acres (16 ha) para auxílio aos pobres.

#### Guerra Civil
Leicester foi um reduto parlamentarista (coloquialmente chamado de Cabeça Redonda) durante a Guerra Civil Inglesa. Em 1645, o Rei Carlos I da Inglaterra e o Príncipe Rupert decidiram atacar a (então) cidade para afastar o Exército Novo do quartel-general realista (coloquialmente chamado de Cavaliers) de Oxford. Canhões realistas foram instalados em Raw Dykes e, após uma resposta insatisfatória a uma exigência de rendição, o ataque começou às 15h do dia 30 de maio de 1645 por uma bateria realista em frente ao Newarke. A cidade – que contava com apenas cerca de 2.000 defensores contra o Exército realista de aproximadamente 10.000 combatentes – foi saqueada em 31 de maio de 1645, e centenas de pessoas foram mortas pela cavalaria de Rupert. Uma testemunha disse: "Eles atiraram em nossos homens das janelas, do alto das casas, e atiraram telhas em suas cabeças. Encontrando uma casa mais bem guarnecida do que o normal, e muitos tiros disparados contra nós das janelas, mandei meus homens atacá-la e resolvi fazer deles um exemplo para os demais; o que eles fizeram. Arrombando as portas, mataram todos que encontraram lá, sem distinção". Foi relatado que 120 casas foram destruídas e que 140 carroças de pilhagem foram enviadas para o reduto realista de Newark.

#### Época industrial

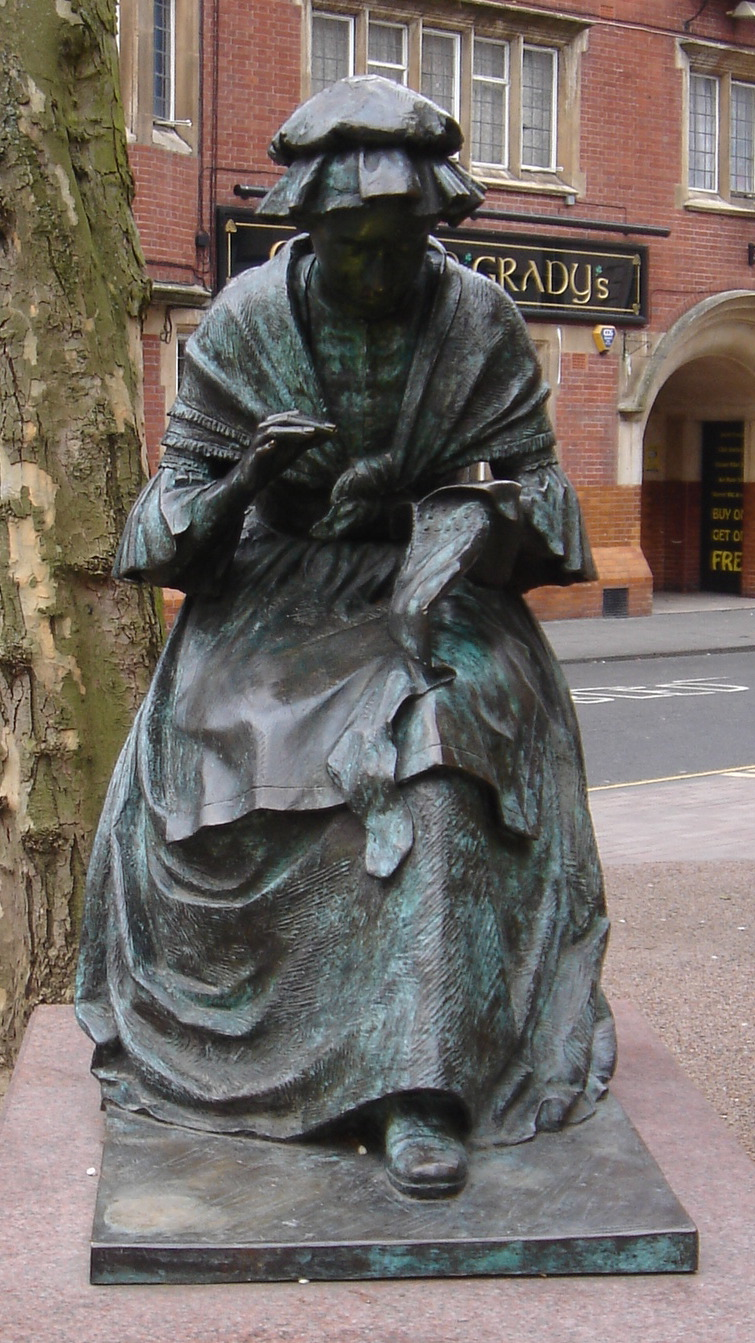
The Leicester Seamstress de James Walter Butler (1990) Leicester, Hotel Street

A construção do Grand Union Canal na década de 1790 ligou Leicester a Londres e Birmingham. A primeira estação ferroviária em Leicester foi inaugurada em 1832, na forma da Estação Leicester e Swannington, que fornecia carvão à cidade a partir de minas de carvão próximas.
A política da Leicester vitoriana era vibrante e, muitas vezes, amarga. Anos de crescimento econômico consistente resultaram em aumento geral dos padrões de vida, mas Leicester era um reduto do radicalismo. Thomas Cooper, o cartista, mantinha uma loja em Church Gate. Houve graves revoltas cartistas na cidade em 1842 e novamente seis anos depois. A Leicester Secular Society foi fundada em 1851, mas oradores secularistas como George Holyoake frequentemente tinham o uso de salas de oratória negado. Somente em 1881 o Leicester Secular Hall foi inaugurado. A segunda metade do século XIX também testemunhou a criação de muitas outras instituições, incluindo o conselho municipal, a Royal Infirmary e a Leicester Constabulary. A Leicester Secular Society também se beneficiou da aceitação geral (e das Leis de Saúde Pública) de que as organizações municipais tinham a responsabilidade de prover o abastecimento de água, drenagem e saneamento da cidade. Em 1853, com o apoio de uma garantia de dividendos da Corporation of Leicester, a Leicester Waterworks Company construiu um reservatório em Thornton para o abastecimento de água à cidade. Esta garantia foi possível graças à Lei de Saúde Pública de 1847 e a uma Lei Parlamentar local de 1851 que a alterou. Em 1866, outra Lei de alteração permitiu que a Corporação de Leicester assumisse ações da empresa para permitir a construção de outro reservatório em Cropston, concluído em 1870. A Corporação de Leicester conseguiu mais tarde comprar o sistema hidráulico e construir outro reservatório em Swithland, concluído na década de 1890.

### Começo do século XX

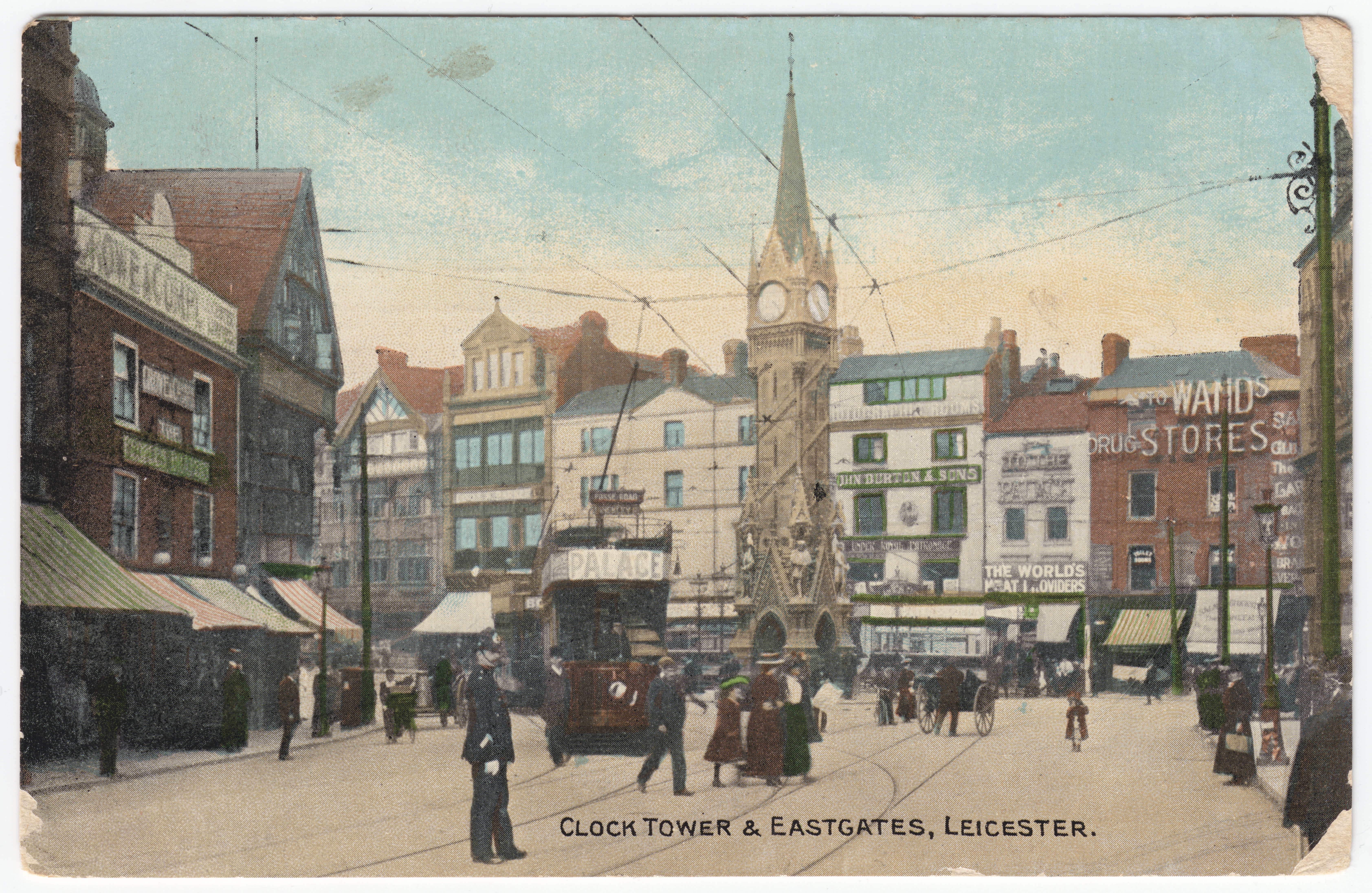
Centro Eduardiano

Em 1900, a Great Central Railway forneceu outra ligação a Londres, mas o rápido crescimento populacional das décadas anteriores já havia começado a desacelerar na época da morte da Rainha Vitória, em 1901. A Primeira Guerra Mundial e as epidemias subsequentes tiveram impactos adicionais. No entanto, Leicester foi finalmente reconhecida como cidade legal novamente em 1919, em reconhecimento à sua contribuição para o esforço de guerra britânico. O recrutamento para as forças armadas foi menor em Leicester do que em outras cidades inglesas, em parte devido ao baixo nível de desemprego e à necessidade de muitas de suas indústrias, como a de vestuário e calçados, para abastecer o exército. À medida que a guerra avançava, muitas das fábricas de Leicester foram dedicadas à produção de armas; Leicester produziu o primeiro lote de projéteis de obus por uma empresa britânica que não fabricava munição antes da guerra. Após a guerra, a cidade recebeu uma visita real; o rei e a rainha receberam uma passeata no Victoria Park com milhares de soldados em serviço e desmobilizados. Após o fim da guerra, um arco memorial — o Arco da Memória — foi construído no Victoria Park e inaugurado em 1925. O arco, um dos maiores memoriais da Primeira Guerra Mundial no Reino Unido, foi projetado por Sir Edwin Lutyens, que também projetou o Cenotáfio em Londres e é um edifício tombado como grau I. Um conjunto de portões e alojamentos, também de Lutyens, foi adicionado na década de 1930, levando ao memorial a partir das entradas da University Road e da London Road para o Victoria Park.

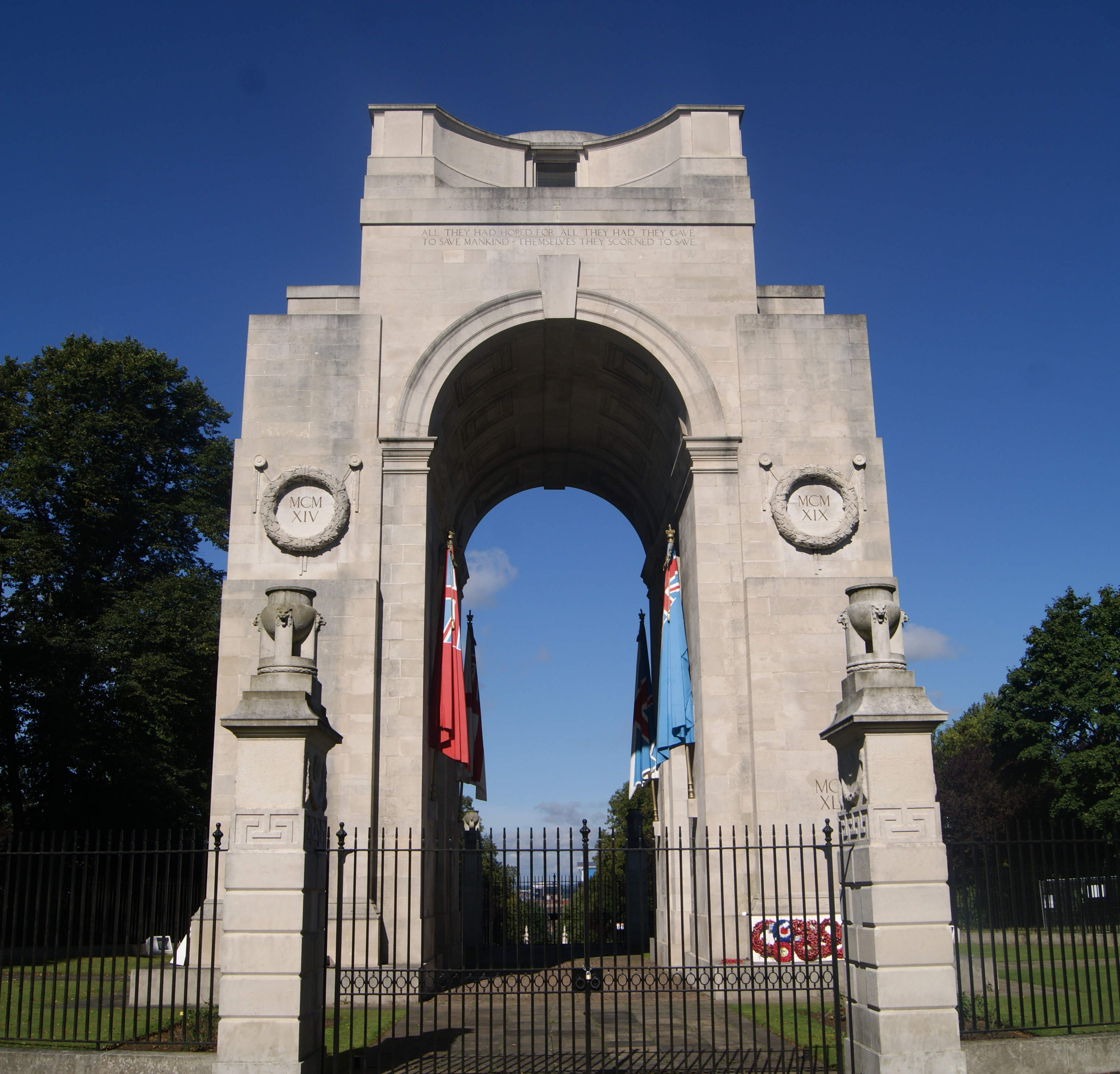
O Arco da Memória no Parque Victoria

A base econômica diversificada de Leicester e a ausência de dependência das indústrias primárias significavam que ela estava muito melhor posicionada do que muitas outras cidades para resistir às guerras tarifárias da década de 1920 e à Grande Depressão da década de 1930. O Departamento de Estatísticas da recém-formada Liga das Nações identificou Leicester em 1936 como a segunda cidade mais rica da Europa.

#### Segunda Guerra Mundial
Leicester foi bombardeada em 19 de novembro de 1940. Embora apenas três bombas tenham atingido a cidade, 108 pessoas foram mortas em Highfields.

## Geografia
A cidade se estende ao longo do rio Soar e está localizada em uma altitude de 67 m acima do nível do mar.

### Clima
Leicester possui um clima marítimo com verões amenos a quentes e invernos frios, chuvas distribuídas ao longo do ano e baixos níveis de sol. A estação meteorológica oficial mais próxima era Newtown Linford, a cerca de 8 km a noroeste do centro de Leicester e nos arredores da área urbana. No entanto, as observações pararam ali em 2003. A estação meteorológica mais próxima atualmente é Market Bosworth, a cerca de 16 km a oeste do centro da cidade.
A temperatura mais alta registrada em Newtown Linford foi de 34,5 °C em agosto de 1990, embora uma temperatura de 35,1 °C tenha sido alcançada na Universidade de Leicester em agosto de 2003. No entanto, a temperatura mais alta desde que os registros começaram em Leicester é de 36,7 °C (98,1 °F) em 15 de julho de 1868. Mais tipicamente, a temperatura mais alta atingiria 28,7 °C (83,7 °F) - a máxima média anual. 11,3 dias do ano devem atingir uma temperatura de 25,1 °C (77,2 °F) ou mais.

## Demografia
No censo de 2021, a população da área de autoridade unitária de Leicester era de 368.581, um aumento de 11,7% em comparação com o número de 329.839 do Censo do Reino Unido de 2011. A área urbana mais ampla de Leicester, mostrou uma população estimada de 509.000. A população da área de autoridade unitária de Leicester é marginalmente maior do que a de Nottingham, enquanto Nottingham tem uma população de área urbana maior em comparação com Leicester. A Larger Urban Zone do Eurostat lista a população da LUZ de Leicester em 886.673 (2017) abaixo da de Nottingham.

### Diversidade
Em termos de diversidade étnica, a cidade de Leicester ocupa o 11º lugar na Inglaterra. De acordo com estimativas de 2006, 58,3% dos residentes são britânicos brancos (pouco menos de 170.000 pessoas), 3,7% outros brancos (cerca de 10.000 pessoas), 29,4% sul-asiáticos (cerca de 84.000 pessoas), 4,6% negros ou britânicos negros (cerca de 9.000 pessoas), 2,6% mistos (cerca de 6.000 pessoas) e 1,5% chineses ou outros grupos étnicos (mais de 2.000 pessoas). Alguns grupos emergentes incluem os poloneses, que agora somam 30.000 na cidade.

## Cultura
A cidade sedia anualmente o Carnaval Caribenho (o maior do Reino Unido fora de Londres), as celebrações de Diwali (as maiores fora da Índia), o maior festival de comédia do Reino Unido, o Leicester Comedy Festival, e uma Parada do Orgulho Gay (Leicester Pride). A Belgrave Road, não muito longe do centro da cidade, é coloquialmente conhecida como "A Milha de Ouro", devido ao grande número de joalherias.
O Festival Internacional de Curtas-Metragens de Leicester é um evento anual; teve início em 1996 com o título "Seconds Out". Tornou-se um dos festivais de curtas-metragens mais importantes do Reino Unido e geralmente acontece no início de novembro, em locais como o Phoenix Cinema and Arts Centre.

## Economia
Leicester tem a segunda maior economia das East Midlands, depois de Nottingham.
As empresas que têm seus escritórios principais ou locais importantes em Leicester e arredores incluem: Brantano Footwear, Dunelm Mill, Next, Shoe Zone, cervejaria Everards e empresas associadas, KPMG, Mazars, Cambridge & Counties Bank, HSBC e Santander banking, Hastings Insurance, British Gas, British Telecom, Caterpillar (Inc.), Topps Tiles e DHL.

### Índice de Bom Crescimento para Cidades
A cidade de Leicester é regularmente classificada como o melhor lugar para se viver e trabalhar em East Midlands. O Good Growth for Cities Index é um estudo anual que classifica as cidades do Reino Unido com base em uma série de fatores econômicos. Em 2022, o índice colocou Leicester em 14º lugar entre 50 cidades do Reino Unido e a cidade com melhor desempenho em East Midlands. Em 2023, o índice classificou Leicester em primeiro lugar entre sete cidades de East Midlands e em 16º lugar no geral em todo o país. Em 2024, o Good Growth for Cities Index classificou Leicester novamente como a cidade com melhor desempenho em East Midlands e em 20º lugar no geral entre 52 outras cidades do Reino Unido.

### Engenharia
Entre as empresas de engenharia estão a Jones & Shipman (máquinas-ferramentas e sistemas de controle), a Richards Engineering (equipamentos para fundição), a Transmon Engineering (equipamentos de movimentação de materiais) e a Trelleborg (componentes de suspensão para aplicações ferroviárias, marítimas e industriais). O compromisso local com a formação de engenheiros britânicos inclui programas de aprendizagem com empresas locais e conexões acadêmico-industriais com os departamentos de engenharia da Universidade de Leicester, da Universidade De Montfort e da vizinha Universidade de Loughborough. Leicester também foi sede dos famosos fabricantes de relógios Gents of Leicester.

## Esporte

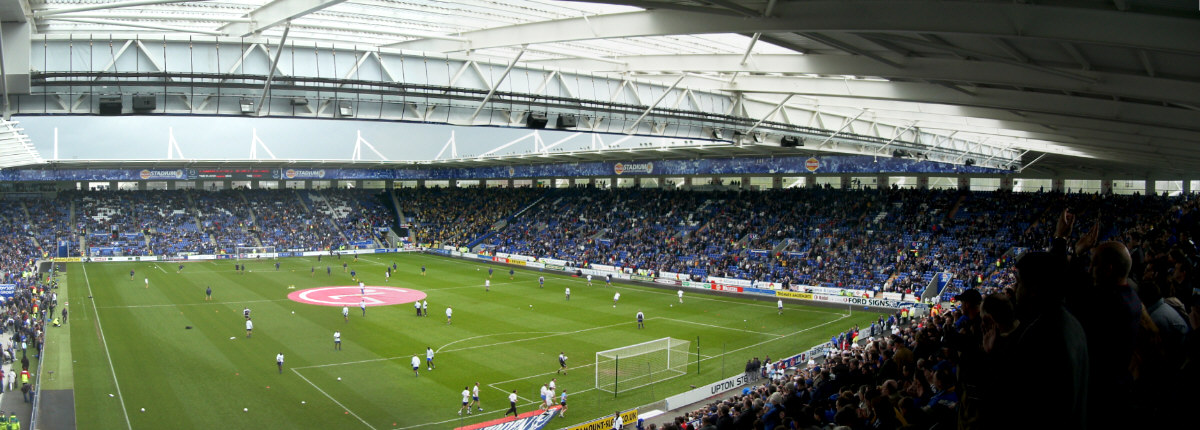
King Power Stadium, o estádio do Leicester City Football Club.

No futebol, Leicester destaca-se por ser sede do Leicester City, clube fundado em 1884 e detentor de um título da Premier League (Primeira Divisão Inglesa). O Leicester City manda seus jogos no King Power Stadium, estádio com capacidade para 32 mil pessoas.[carece de fontes?]
No rugby, o Leicester Tigers é o time com maior número de títulos na liga inglesa, desde a primeira edição do campeonato, em 1987.

## Cidades-Irmãs
A lista é composta por:
- Estrasburgo, desde 1960
- Krefeld, desde 1969
- Masaya, desde 1987
- Xunquim, desde 1993
- Rajkot, desde 1996
- Haskovo, desde 2008